# Zacharias Longuelune
Zacharias Longuelune (Parigi, 1669 circa – Dresda, 1748) è stato un architetto francese e capomastro che lavorò, nella seconda metà della sua vita, per la corte reale di Dresda.
Il suo stile era il barocco francese e il classicismo.

## Biografia
Longuelune era nato a Parigi. Dopo aver lavorato a Berlino e Potsdam per Federico I di Prussia e viaggiato in Italia, si stabilì a Dresda nel 1713, dove divenne architetto principale (Oberlandbaumeister), nel 1731, per l'elettore di Sassonia, Augusto II il Forte. Le sue opere comprendono il giardino barocco di Großsedlitz (1719-1732), il Palazzo sul fiume e le scale d'acqua del Castello di Pillnitz (1720-1725) e parte del Palazzo giapponese (dal 1729 con l'architetto di corte Matthäus Daniel Pöppelmann).
Morì a Dresda nel 1748.